# Deltras FC
El Deltras Fútbol Club es un equipo de fútbol de Indonesia que milita en la liga 3 Indonesia, la tercera división de fútbol en el país.

## Historia
Fue fundado en el año 1989 en la isla de Bali con el nombre Gelora Dewata '89 por el empresario MH Mislan. En el 2001 se mudaron a la ciudad de Sidoarjo y cambiaron su nombre por el de Gelora Putra Deltas luego de jugar algunos partidos en la temporada 2001/02.
En el año 2003, HM Mislan dejó de ser el dueño del club, ya que fue adquirido por el gobierno de la Regencia de Sidoarjo, mientras la ciudad tenía a otro equipo, el Persida Sidoarjo. En el 2011 luego de que el club pasara por problemas financieros, el club fue restablecido como PT Delta Raya Sidoarjo, con límites legales del club anterior para volverse profesional. En ese mismo año se decidió cambiar el nombre del club por el que tienen actualmente.

## Palmarés
- Copa de Indonesia: 1

1994

## Participación en competiciones de la AFC
| Temporada | Torneo                 | Ronda | Club         | Resultado |
| --------- | ---------------------- | ----- | ------------ | --------- |
| 1994/95   | Asian Cup Winners' Cup | 21    | Kuala Lumpur | 2–0, 2–1  |

1 El Gelora Dewata fue descalificado por alinear dos jugadores inelegibles

## Gerencia
| Puesto                        | Nombre              |
| ----------------------------- | ------------------- |
| Presidente                    | Mafirion Syamsuddin |
| Secretario                    | Heru Edi            |
| Tesorero                      | Galih Tulus         |
| Comité Organizador de Eventos | Jaka Priwahono      |

## Jugadores

### Jugadores destacados
| - Ahmad Maulana Putra - Airlangga Sucipto - Anang Ma'ruf - Benny Wahyudi - Boy Jati Asmara - Dodok Anang Zuanto - Feri Aman Saragih - Hariono - Jimmy Suparno - Khoirul Mashuda - Muhammad Fakhrudin - Purwaka Yudhi - Qischil Gandrum Minny - Sugiantoro - Supandi - Wawan Hendrawan - Budi Sudarsono | - Sean Rooney - Steve Hesketh - Park Chan Young - Shin Hyun Joon - Claudio Pronetto - Gustavo Chena - Walter Brizuela - Cristiano Lopes - Danilo Fernando - Hilton Moreira - Marcio Souza - Vata Matanu García - Lancine Koné - Amos Marah - James Koko Lomell - Mijo Dadić - Saša Branežac |

## Entrenadores
- Suharno (1990-1996)
- Suharno (2002-2003)